# Pinanga macrospadix
Pinanga macrospadix är en enhjärtbladig växtart som beskrevs av Karl Ewald Maximilian Burret. Pinanga macrospadix ingår i släktet Pinanga och familjen Arecaceae.
Artens utbredningsområde är Sumatera. Inga underarter finns listade i Catalogue of Life.